# گریت لانگستون
گریت لانگستون (به انگلیسی: Great Longstone) یک روستا و محله مدنی در بریتانیا است که در Derbyshire Dales واقع شده‌است. گریت لانگستون ۸۴۳ نفر جمعیت دارد.